# Heinz Degenkolbe
Heinz Degenkolbe (* 15. Oktober 1937) ist ein ehemaliger deutscher Fußballspieler. Für Fortschritt Weißenfels bestritt er zwischen 1958 und 1960 72 Spiele in der DDR-Oberliga, der höchsten Spielklasse im DDR-Fußball. Dabei erzielte er dreizehn Tore.

## Sportliche Laufbahn
Zur Saison 1958 erweiterte der Fußball-Oberligist Fortschritt Weißenfels sein Spieleraufgebot um drei neue Spieler, unter ihnen war der 20-jährige Stürmer Heinz Degenkolbe. Trainer Herbert Worbs plante mit ihm als Linksaußenstürmer und setzte ihn auf dieser Position während der Spielzeit 1958 in 21 Punktspielen ein. Sein erstes Oberligator erzielte Degenkolbe erst am letzten Spieltag, als er beim 4:0-Heimspielsieg über Motor Zwickau in der 90. Minute den Endstand herstellte. 1959 konnte Degenkolbe seine Torquote in der Oberliga auf neun Treffer steigern und wurde damit hinter Horst Meyer (10) zweitbester Torschütze der Weißenfelser. In dieser Saison bestritt Degenkolbe alle 26 Punktspiele. Mit drei Punktspieltreffern hatte er 1960 seine Treffsicherheit schon wieder verloren, obwohl er nur ein Oberligaspiel verpasst hatte. Am Saisonende stand Fortschritt Weißenfels als Absteiger in die DDR-Liga fest. Dort absolvierte Degenkolbe zwischen 1961 und 1968 noch 87 Punktspiele, in denen er elf Tore erzielte. Sowohl 1966 als auch 1968 musste er mit Fortschritt in die drittklassige Bezirksliga absteigen. Nach 1968 gab es für ihn keine Rückkehr mehr in den höherklassigen Fußball.